# Požarevac
Požarevac (Servisch: Пожаревац; Duits: Passarowitz) is een Servische provinciestad aan de Donau, stroomafwaarts vanaf Belgrado nabij de monding van de Morava. De stad telt circa 44 000 inwoners. Onder de Romeinen heette ze Margus.
Požarevac heeft om twee redenen bekendheid verworven: het was de plaats waar op 21 juli 1718 de Vrede van Passarowitz werd getekend, en het was op 20 augustus 1941 de geboorteplaats van de latere Servische leider Slobodan Milošević. Hij werd er op 18 maart 2006 eveneens begraven.
Požarevac is ook bekend als industrieplaats, met name vanwege de grote koekjesfabriek Bambi.

## Plaatsen in de gemeente
| - Bare - Batovac - Beranje - Bradarac - Bratinac - Brežane - Bubušinac - Dragovac - Drmno | - Dubravica - Živica - Kasidol - Klenovnik - Kličevac - Kostolac - Kostolac (selo) - Lučica - Maljurevac | - Nabrđe - Ostrovo - Petka - Požarevac - Poljana - Prugovo - Rečica - Trnjane - Ćirikovac |

## Geboren
- Velibor Vasović (1939-2002), voetballer, oud-Ajacied en Nederlands international
- Slobodan Milošević (1941-2006), president van Servië en Joegoslavië
- Saša Ilić (1977), voetballer
- Đorđe Petrović (1999), voetballer